# آنکور

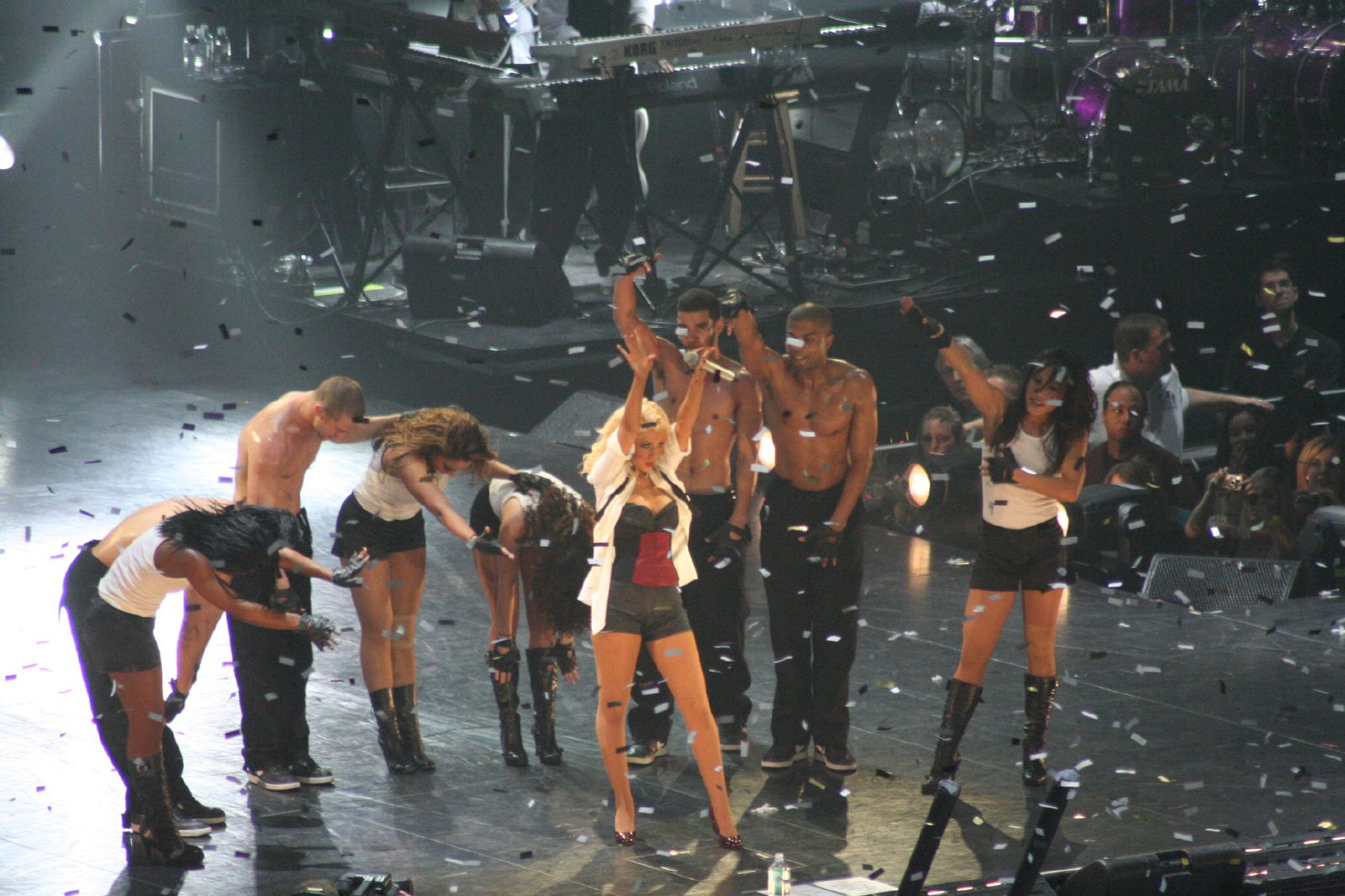
کریستینا آگلیرا در حال اجرای قطعه Fighter

کور (انگلیسی: Encore) یا بیز (به فرانسوی: bis) اصطلاحی است که در هنرهای نمایشی (به خصوص در کنسرت‌های موسیقی) برای قطعهٔ اضافه‌ای به کار می‌رود که اغلب در واکنش به کف زدن حضار و افزون بر برنامهٔ اصلی، در انتهای برنامه اجرا می‌شود.

## کنسرت‌های سازهای
در پایان یک کنسرت، اگر تشویق طولانی شود، یک قطعه نسبتاً کوتاه دیگر ممکن است به عنوان یک رمزنگاری اجرا شود. به‌طور سنتی، در کنسرتی که دارای لیست مجموعه چاپی برای مخاطبان باشد، پرونده‌های ثبت شده حتی در صورت برنامه‌ریزی در لیست قرار نمی‌گیرند. نمونه بارز آن عملکرد مارش رادتسکی و دانوب آبی در پایان کنسرت سال نو وین توسط ارکستر فیلارمونیک وین است. هیچ قطعه ای در برنامه رسمی ذکر نشده‌است، اما هر ساله آنها به‌طور سنتی پخش می‌شوند.